# Kazimierz Duchowski
Kazimierz Antoni Duchowski (ur. 11 października 1936 w Smardzewicach, zm. 20 marca 2021 w Warszawie) – polski urzędnik i dyplomata, ambasador RP w Kostaryce (1991–1995) i Kambodży (2002–2005).

## Życiorys
Ukończył prawo międzynarodowe w Szkole Głównej Służby Zagranicznej (1960). Ukończył także studia podyplomowe w Szkole Głównej Planowania i Statystyki (1966), London School of Economics (1965), Haskiej Akademii Prawa Międzynarodowego (1973).
Członek Międzynarodowej Komisji Nadzoru i Kontroli (1957–1959). Kierował wydziałem zagranicznym w Ministerstwie Szkolnictwa Wyższego (1960–1964). Następnie pracował w Ministerstwie Spraw Zagranicznych. Był zastępcą Instytutu Polskiego w Londynie (1967–1972), kierownikiem wydziału brytyjskiego w MSZ (1972–1975), I sekretarzem w ambasadzie PRL w Waszyngtonie (1975–1979), kierownikiem wydziału północnoamerykańskiego w MSZ (1979–1982), radcą-ministrem w ambasadzie PRL w Londynie (1982–1987), zastępcą dyrektora Departamentu Europy Zachodniej (1987) i dyrektorem Departamentu Ameryk (1988–1991). 17 października 1991 został ambasadorem RP w Kostaryce, akredytowanym także w Hondurasie, Salwadorze, Gwatemali, Panamie i Belize. Funkcję pełnił do 1996. Kierownik Ambasady RP w Phnom Penh w randze ambasadora ad personam sierpnia 1999 do 2002. Ambasador Nadzwyczajny i Pełnomocny w Kambodży 2002–2005. W 2005 przeszedł na emeryturę.
Włada językami: angielskim, francuskim, hiszpańskim oraz rosyjskim. Syn Antoniego i Józefy z domu Składowska. W 1960 ożenił się z Teresą Pelką, tłumaczką języka angielskiego.
Według materiałów zgromadzonych w archiwum Instytutu Pamięci Narodowej był w latach 1953–1990 funkcjonariuszem Departamentu I (wywiadu) Służby Bezpieczeństwa. Posługiwał się  nazwiskiem operacyjnym „Służewski”.
Żonaty z Barbarą. Pochowany w katolickiej części cmentarza prawosławnego w Warszawie.

## Odznaczenia
- Krzyż Kawalerski Orderu Odrodzenia Polski (1981)[2]
- Złotym Krzyżem Zasługi (1975)[2]
- Zasłużony Pracownik Służby Dyplomatyczno-Konsularnej (1982)[2]
- Komandoria Orderu Królewskiego Kambodży (2005)[2]
- Złoty Medal Zasłużony dla Odbudowy Kambodży[2]
- Medal Przyjaźni i Medal Wyzwolenia I Klasy Wietnamu[2]
- Krzyż Oficerski Orderu Odrodzenia Polski (2005) „za wybitne zasługi w służbie dyplomatyczno-konsularnej”[6]